# 前753年
| 千纪： | 前1千纪 |
| 世纪： | 前9世纪 \| 前8世纪 \| 前7世纪 |
| 年代： | 前780年代 \| 前770年代 \| 前760年代 \| 前750年代 \| 前740年代 \| 前730年代 \| 前720年代 |
| 年份： | 前758年 \| 前757年 \| 前756年 \| 前755年 \| 前754年 \| 前753年 \| 前752年 \| 前751年 \| 前750年 \| 前749年 \| 前748年                                                                                        |
| 纪年： | 戊子年（鼠年）；周平王十八年；周攜王十八年；魯惠公十六年；齊莊公四十二年；晉文侯二十八年；秦文公十三年；楚霄敖五年；宋武公十三年；衛莊公五年；陳文公二年；蔡戴侯七年；曹桓公四年；鄭武公十八年；燕鄭侯十二年 |

## 大事记
- 秦國，開始有信史[1]。
- 4月21日，罗马的建立。
- 卫庄公娶齐庄公女庄姜为夫人，卫人创作《硕人》[2]。

## 出生
- 4月21日，努马·庞皮里乌斯，羅馬王政時期第二任國王。